# Akme
Akme (stgr. ἀκμή – ostrze, szczyt, punkt kulminacyjny) – pojęcie używane w piśmiennictwie starożytnej Grecji na oznaczenie punktu kulminacyjnego, rozkwitu, okresu najpełniejszego rozwoju czy szczytu działalności .
Początkowo akme oznaczało ostrze lub czubek ostrego narzędzia. Dopiero później zaczęto odnosić je metaforycznie do innych aspektów rzeczywistości jako pewien moment kulminacyjny. Szczególnie wpływowe w starożytności było użycie tego pojęcia przez Apollodora z Aten w zaginionej Chronice. Pisana była trymetrem jambicznym i zestawiała ze sobą synchronicznie daty wydarzeń historycznych i kluczowe momenty życia ważnych postaci. W biografii tych osób wyróżniał trzy momenty: urodzenia, śmierci i akme - okres szczytowego rozwoju zdolności i władz umysłowych danej postaci, którą ustalał na 40 lat .
Inni autorzy uznawali za akme fazę szczytowego rozgłosu danej postaci. Część antycznych doksografów podawała datę akme zamiast daty urodzenia i śmierci, których często nie znali. Autorzy łacińscy używali w tym sensie odpowiedniego pojęcia floruit
Atomiści używali pojęcia akme (i związanego z nim czasownika stgr. ἀκμάζειν, akmazein) w stosunku do najpełniejszego rozwoju wszechświata . 
W dawnej medycynie jako akme określano kryzys czy moment przesilenia w chorobie.